# Garfield: la película
Garfield: The Movie (titulada: Garfield: La película en Hispanoamérica y también simplemente conocida como Garfield) es una película estadounidense de 2004 dirigida por Peter Hewitt. Está inspirada en la tira cómica del mismo nombre creada por Jim Davis, mezclando imagen real con personajes animados. Todos los personajes son reales a excepción de Garfield (quien está hecho por CGI), otras mascotas como Nermal y Arlene, son animales reales con una animación únicamente en sus rostros (para lograr simular que éstos hablan). Fue protagonizada por Breckin Meyer, Jennifer Love Hewitt y Bill Murray, quien hace la voz de Garfield.

## Argumento
Garfield (voz de Bill Murray) es un gato naranja con sobrepeso, perezoso y de espíritu libre que vive con su dueño Jon Arbuckle (Breckin Meyer). Garfield pasa los días antagonizando a Jon y burlándose de su vecino agresivo, Luca (voz de Brad Garrett), un Doberman. Aparte de Jon, Garfield mantiene una amistad con un ratón, Louis (voz de Nick Cannon). Garfield también socializa con sus compañeros gatos del vecindario, Nermal (voz de David Eigenberg) y su novia Arlene (voz de Debra Messing).
Mientras tanto, un presentador de televisión local, Happy Chapman (Stephen Tobolowsky), conocido por su gato Persnikitty (voz de Alan Cumming), es presentado como un hombre supuestamente feliz, pero en realidad es alérgico a los gatos, celoso de su hermano periodista Walter J. Chapman, y quiere ser más exitoso al presentarse en el programa de televisión Good Day New York (Buenos días, Nueva York). Jon se ha acostumbrado a llevar a Garfield al veterinario para ver a la Dra. Elizabeth "Liz" Wilson (Jennifer Love Hewitt) (de quien está enamorado). Jon intenta invitar a salir a Liz, pero debido a un malentendido, Jon recibe la custodia de un perro llamado Odie (voz de Gregg Berger), que es amable, juguetón y amigable. Mientras Jon y Liz comienzan a salir, Garfield comienza a odiar a Odie y trata de deshacerse de él para siempre. Un día, Odie es llevado a un concurso de talentos caninos, donde Liz es juez. En el concurso, Garfield se involucra en un altercado con los demás perros concursantes, lo que hace que Odie vaya al escenario del concurso, donde comienza a bailar Hey Mama de The Black Eyed Peas.
La actuación improvisada de Odie se vuelve todo un éxito y Chapman, quien también es juez de la exposición canina, está impresionado con Odie, y le ofrece a Jon un contrato de televisión para Odie, pero Jon lo rechaza, lo que hace que Chapman esté más decidido que nunca a eclipsar a su hermano. Cuando Garfield regresa del concurso, golpea una pelota con frustración, causando una reacción en cadena que destroza la casa de Jon. Cuando Jon encuentra su casa en ruinas, obliga a Garfield a dormir afuera por la noche. Con el corazón roto, Garfield canta tristemente la canción New York State of Mind. Cuando Odie sale a consolar a Garfield, él entra y encierra a Odie a fuera a propósito. Nermal y Arlene son testigos de esto mientras Odie se escapa llegando donde una mujer mayor llamada Sra. Baker lo recoge. Al día siguiente, Jon busca a Odie junto con Liz mientras los animales del vecindario acusan a Garfield de echar a Odie y hacerlo huir la noche anterior, mientras Garfield afirma que solo estaba protegiendo su territorio y nunca quiso que Odie huyera. Mientras tanto, Chapman y su asistente Wendell encuentran un aviso de la Sra. Baker creado de Odie y, reconociendo las posibilidades lucrativas, secuestra al instante a Odie dándole un autógrafo a la Sra. Baker.
Cuando Garfield ve a Odie en la televisión y escucha a Chapman anunciar que él y Odie irán a la ciudad de Nueva York, Garfield se dispone a rescatar a Odie. Al rato, Jon descubre que Garfield también está desaparecido, por lo que le dice a Liz que comience a buscarlo a él y a Odie. Más tarde, Garfield entra a la Torre Telégrafo a través de un ducto de ventilación, pero termina golpeado violentamente. Luego Garfield encuentra a Odie encerrado en una perrera, pero Chapman entra y asegura un collar de electrochoques a Odie, en el que cuando se activa, libera una descarga eléctrica que obliga a Odie a realizar trucos.
Chapman se dirige a la estación de trenes con Garfield persiguiendolos. Sin embargo, un oficial de control de animales atrapa a Garfield, confundiéndolo con un gato callejero. Mientras tanto, la Sra. Baker le dice a Jon que Chapman se llevó a Odie, haciéndole creer que Garfield también fue secuestrado por Chapman. De inmediato, Jon y Liz corren a la Torre Telégrafo y luego a la estación de trenes, después de enterarse de que Chapman se fue. Al mismo tiempo, Garfield es liberado de la perrera por la estrella felina abandonada de Chapman, Persnikitty, que en realidad se llama Sir Roland, junto con los otros animales. Al rato, Chapman aborda un tren con destino a Nueva York, con Odie en el vagón de equipajes. Garfield llega a la estación de trenes solo para ver partir el tren y cuando estaba a punto de darse por vencido, se cuela en la sala de control del sistema de trenes y cambia frenéticamente las vías buscando el tren donde están Chapman y Odie, lo que lleva a un inminente choque de trenes, pero Garfield golpea un botón de emergencia justo a tiempo, antes de que se desatara el múltiple choque. Finalmente, Garfield hace que el tren regrese nuevamente a la estación y libera a Odie. Mientras ambos logran salir del tren para tratar de huir, Chapman los persigue y finalmente acorrala a los dos en el área de maletas. Chapman amenaza a Odie con volver a ponerle el collar de choque, pero es detenido por los amigos y animales de Garfield desde la perrera, liderados por Sir Roland. Ellos acorralan y atacan a Chapman, permitiendo que Odie y Garfield escapen.
Luego el collar de choque ahora está en 
el cuello de Chapman, quien se sorprende después de que Garfield le da choques eléctricos dado que el collar es manejado a control remoto, solo para torturarlo de dolor. Más tarde, Jon y Liz llegan al lugar para reclamar los animales y encuentran a Chapman desorientado. Jon golpea a Chapman por "robar" a ambas mascotas en primer lugar, y se va con Liz y los dos animales. Chapman es arrestado por su supuesta participación de sabotaje en los trenes, así como por secuestrar a Odie. De vuelta al vecindario, Garfield recupera el respeto de sus amigos animales, aclamándolo como un héroe. Finalmente Liz y Jon forman una relación y Garfield aprende una lección sobre la amistad.

## Otros datos
Otros actores fueron Evan Arnold, Mark Christopher Lawrence y Daamen J. Krall y la voz de Garfield estuvo a cargo de Bill Murray. La película principalmente estuvo dirigida al público infantil, pero tanto en Estados Unidos como en España tuvo unas críticas bastante pobres. En España se criticó sobre todo el doblaje del gato, realizado por el imitador Carlos Latre. Aun así, se ha hecho una segunda película que fue estrenada en España el 23 de agosto de 2006.
Al principio al actor Sandro Larenas (voz hispanoamericana de las caricaturas) le habían ofrecido doblar a Garfield para esta película. A pesar de que éste aceptó, finalmente los encargados del marketing en "Fox México" decidieron no llamarlo una vez más debido a que, según ellos, la voz de un actor mexicano (o Startalent) vendería más que la voz de un chileno.
A pesar de las pobres críticas que recibió, la película consiguió una amplia legión de fanes mundial, catalogando a la cinta como un largometraje cómico entretenido y divertido. Gracias al éxito de las ventas en formato doméstico (DVD), dio jugo para la segunda entrega, que se estrenaría tan solo dos años después.

## Reparto
| Personaje                               | Actor original Estados Unidos | Actor de doblaje España | Actor de doblaje México |
| --------------------------------------- | ----------------------------- | ----------------------- | ----------------------- |
| Garfield                                | Bill Murray                   | Carlos Latre            | Adrián Uribe            |
| Jon Arbuckle                            | Breckin Meyer                 | Alberto Mieza           | Luis Daniel Ramírez     |
| Liz Wilson                              | Jennifer Love Hewitt          | Ana Pallejà             | Cristina Hernández      |
| Odie                                    | Gregg Berger                  | Gregg Berger            | Gregg Berger            |
| Happy Chapman                           | Stephen Tobolowsky            | Juan Carlos Gustems     | Ricardo Hill            |
| Luca                                    | Brad Garrett                  | Jordi Boixaderas        | Sebastián Llapur        |
| Louis                                   | Nick Cannon                   | Aleix Estadella         | José Antonio Macías     |
| Nermal                                  | David Eigenberg               | José Javier Serrano     | Eduardo "Lalo" España   |
| Arlene                                  | Debra Messing                 | Alicia Laorden          | Sarah Souza             |
| Walter J. Chapman                       | Stephen Tobolowsky            |                         | Ricardo Hill            |
| Wendall                                 | Evan Arnold                   | Xavier Fernández        | Javier Rivero           |
| Spanky                                  | Jimmy Kimmel                  | Domenech Farell         | Miguel Ángel Ghigliazza |
| Persnikitty / Tiquismiquis / Sir Roland | Alan Cumming                  | José Javier Serrano     | Eduardo Giaccardi       |
| Sra. Baker                              |                               |                         | Rosanelda Aguirre       |
| Oficial de seguridad                    | Mel Rodríguez                 |                         | Herman López            |
| Presentador del concurso canino         |                               |                         | Armando Rendiz          |